# Hollywood Vampires
Hollywood Vampires is een hardrockband uit de Verenigde Staten, die in 2015 is opgericht door Alice Cooper, Joe Perry en Johnny Depp. Tijdens tournees worden ze bijgestaan door o.a. Duff McKagan en Matt Sorum van Guns N' Roses en Robert DeLeo van Stone Temple Pilots.
De band is vernoemd naar The Hollywood Vampires, een drinkclub van Cooper uit de jaren 70. Deze bestond destijds uit o.a. John Lennon en Ringo Starr (The Beatles), Keith Moon (The Who) en Micky Dolenz (The Monkees).

## Bezetting
Bandleden:
- Alice Cooper: zang
- Joe Perry: lead en rhythm gitaar
- Johnny Depp: rhythm en lead gitaar

Huidige tourleden:
- Tommy Henriksen: keyboard, rhythm en lead gitaar, (achtergrond)-zang (2015-heden)
- Matt Sorum: drum, (achtergrond)-zang (2015-heden)
- Bruce Witkin: percussie, rhythm en lead gitaar, bas, keyboard, (achtergrond)-zang (2015-heden)
- Robert DeLeo: bas, (achtergrond)-zang (2016-heden)

Voormalige tourleden:
- Duff McKagan: bas, (achtergrond)-zang (2015-2016)
- Kesha: (achtergrond)-zang (2015)
- Lzzy Hale: (achtergrond)-zang, rhythm en lead gitaar (2015)
- Brad Whitford: rhythm en lead gitaar (2017)
- Glen Sobel: drum (2017)

## Discografie
- Hollywood Vampires (2015), met gastoptredens van Paul McCartney, Dave Grohl, Joe Walsh en Christopher Lee.